# Bartosz T. Wieliński

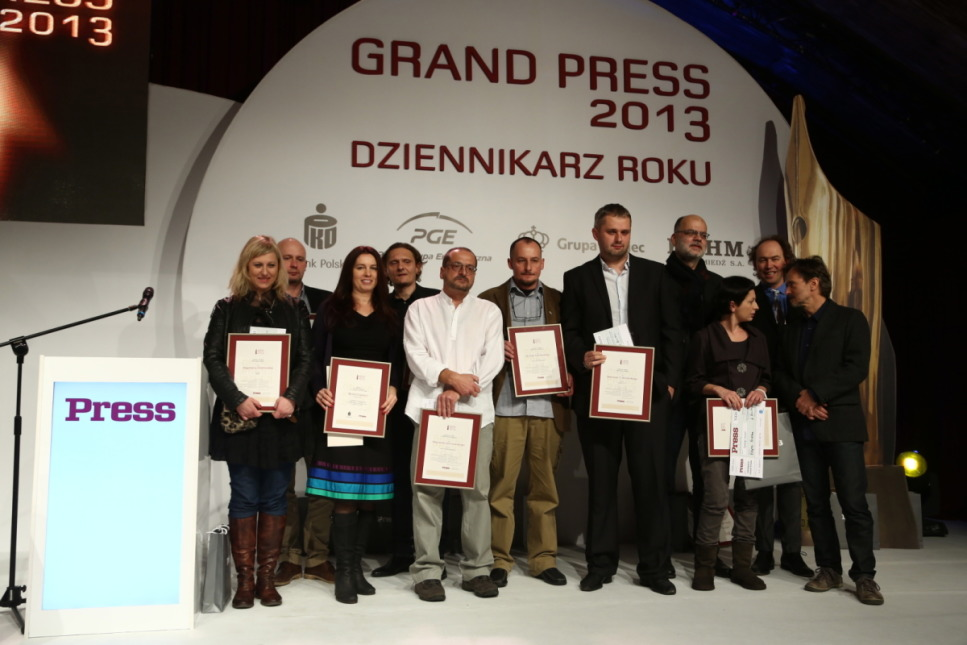
Bartosz T. Wieliński siódmy od lewej (2013)

Bartosz T. Wieliński (ur. 1978 w Katowicach) – polski publicysta, politolog i dziennikarz „Gazety Wyborczej”.

## Życiorys
Zajmuje się głównie tematyką niemiecką, zarówno w ujęciu historycznym, jak i politycznym. W latach 2005–2009 był korespondentem „Gazety Wyborczej” w Berlinie. W jego dorobku zawodowym znajdują się wywiady z najważniejszymi politykami Niemiec, m.in. z kanclerz Angelą Merkel. Autor publikacji Źli Niemcy (2014), w której przedstawia dwudziestowieczne Niemcy, świat pełen zbrodniarzy, fanatyków, zbrodni i wynalazków.
W 2013 został laureatem nagrody Grand Press w kategorii reportaż prasowy.